# ペ・ヨンジュン
ペ・ヨンジュン（韓: 배용준、1972年8月29日 - ）は、韓国の俳優、実業家。ソウル特別市出身。身長180cm、体重78kg、血液型はO型。芸能事務所「KEYEAST」代表。日本での愛称は「ヨン様」。
特技は剣道、合気道、スノーボード、ゴルフ。キリスト教ローマ・カトリック信者でもある。
韓流ブームのきっかけとなった俳優。2015年5月、女優パク・スジンと同年秋に結婚することを発表。翌2016年に第1子男児が誕生。

## 略歴

### 生い立ち
子供の頃、テコンドーの試合中に他人の脚が目に当たり、視力が低下した（この視力低下が原因で兵役を免除される）。ハンヨン高等学校卒業後、1994年に韓国放送公社（KBS）の特別採用により、テレビドラマ『愛の挨拶』で俳優デビュー。2000年～2002年、成均館大學校芸術学部映像学科の在籍中、一時的に俳優業を休業した時期がある。2005年3月に中退した。唯一、公にした元恋人は映画監督イ・サガン。彼女との交際を公にし、インターネット上で話題になる。

### デビューから人気俳優へ
1994年に『愛の挨拶』でデビュー以後、いくつものドラマに出演。特に1996年の『初恋』では韓国ドラマ史上最高視聴率（2008年8月現在）65.8パーセントを記録し、主役を演じた彼自身も人気の座を手に入れた。韓国において、2002年に『冬のソナタ』のチュンサン役で、百想芸術大賞 人気賞（TV 部門『冬のソナタ』）、KBS 演技大賞 最優秀演技賞、人気賞、ベストカップル賞、ベストドレッサー賞を受賞している。

### 冬のソナタと日本での人気
日本では、2003年BS-2で放送されたドラマ『冬のソナタ』のヒットによりブレイク、2004年4月～8月にはNHK総合で放送され、「ヨン様」「微笑みの貴公子」のニックネームが生まれ、主に30代以降の世代の女性に親しまれている。「冬ソナ」は、2004年の流行語に選ばれる。
2004年12月2日、インフォーシークの「2004年度年間検索キーワードランキング」男性有名人部門の1位になる。
2004年12月16日、『ヨン様』が「ワード・オブ・ザ・イヤー2004」（朝日新聞社）の流行語大賞となる。
2004年秋に発売された初写真集「THE IMAGE VOL.1」は、6日間で初版の10万部を完売 。
2005年9月に日本で公開された映画『四月の雪』は、約300万人動員の韓国映画史上最大のヒット（2005年9月現在）。
2007年末～2008年は、約2年の撮影期間を経たドラマ『太王四神記』が放送される。

### アジアの人気と韓国での注目度
また、タイや中国語圏などのアジア諸国でも高い人気を誇っていた。2004年3～4月には、映画『スキャンダル』で、中華民国（台湾）、シンガポール、香港、日本（初来日）のアジアツアーを行なう。
2005年映画『四月の雪』で、中華民国（台北）、日本、中華人民共和国（北京）でプロモーションを行なう。
2007年5月、中国の捜狐ドットコム（総2495万5044人参加）の「10年間最も影響力のある韓国スター」で1位となる。
2007年『太王四神記』に主演し、韓国で最高視聴率37パーセントを獲得したことで注目を集める。
現在、韓国語(母語)、英語、日本語(少々)、中国語(少々)で話すことができる。

### 現在の活動
2006年に資産10億円を出資して芸能プロダクション「KEYEAST」を設立し、2015年には資産が152億円を超えるなど実業家として活動している。2018年に会社をSMエンターテインメントに売却し、2020年代には家族とハワイに移住して生活しているといわれている。

## 出演作品

### テレビドラマ
- 愛の挨拶（1994年 - 1995年、KBS） - キム・ヨンミン 役
- 若者のひなた（1995年、KBS） - ハ・ソッジュ 役
- 別れる6つの段階（1995年、KBS） - キョンミン 役
- 海風（1995年、PSB） - ムンヒョン 役
- パパ（1996年、KBS） - チェ・ヒョンジュン 役
- 初恋（1996年 - 1997年、KBS） - ソン・チャヌ 役
- 裸足の青春（1998年、KBS） - チャン・ヨソク 役
- 愛の群像（1999年、MBC） - カン・ジェホ 役
- ホテリアー（2001年、MBC） - シン・ドンヒョク（フランク） 役
- 冬のソナタ（2002年、KBS） - イ・ミニョン（カン・ジュンサン） 役
- ホテリアー (日本版)（2007年、テレビ朝日） - シン・ドンヒョク 役 ※特別友情出演
- 太王四神記（2007年、MBC） - タムドク／ファヌン 役
- ドリームハイ（2011年、KBS） - チョン・ハミョン 役

### 映画
- 初恋白書（1995年） ※5分ほどのエキストラ出演
- スキャンダル（2003年） - チョ・ウォン 役
- 四月の雪（2005年） - キム・インス 役
- 劇場版 ペ・ヨンジュン3D in 東京ドーム 2009（2010年5月22日公開） ※3D映画

2009年9月29,30日の5度目の来日に行われたイベントを3D映像化したライブ映画。監督は翁長裕。上映時間103分。特別興行のため観賞料金3,500円（前売3,000円）。同イベントDVDが先立って発売されているが映画版は3D専用の制作・編集内容となっている。

### テレビアニメ
- アニメ 冬のソナタ（2009年、スカパー! ） - イ・ミニョン（カン・ジュンサン） 役 ※声の出演

### CM
食品
- 大塚製薬 - オロナミンC
- ロッテ - フラボノガム、アーモンドチョコレート
- フォーシーズ - ピザーラ
- 日本コカ・コーラ - 七色亜茶 [26]
- 韓国人蔘公社ジャパン - 正官庄イメージキャラクター（2012年1月16日-）

通信
- KDDI - au GLOBAL PASSPORT
- LGテレコム（韓国、携帯電話）
- villiv（韓国、モバイルマルチメディア2008年4月- ）

製造
- ダイハツ工業 - ミラ
- 現代自動車(ヒュンダイモータージャパン) - ソナタ （日本仕様車、2005年9月- ）
- ソニー - デジタルハンディカム
- アーノルド バッシーニ（韓国、男性服）
- SKエナジー（韓国、石油会社）

サービス
- ロッテ百貨店 - ソウル免税店
- セコム
- 京南企業（韓国、マンション分譲）
- ファミリーマート
- メガネトップ - 眼鏡市場（2007年4月- ）

### その他
- 緊急独占密着! 「ペ・ヨンジュン」（CS・旅チャンネル）

## 受賞歴
- 1995年 - KBS演技大賞 新人賞
- 1996年 - KBS演技大賞 優秀演技賞、人気賞、フォトジェニック賞
- 1997年 - 第33回百想芸術大賞 人気賞
- 2002年 - 第38回百想芸術大賞 人気賞
- 2002年 - KBS演技大賞 最優秀演技賞、人気男優賞、ベストカップル賞、ベストドレッサー賞
- 2003年 - 青龍映画賞 新人男優賞、人気スター賞
- 2004年 - 第40回百想芸術大賞 新人演技賞
- 2004年 - ベストドレッサー賞（日本メンズファッション協会）／日本
- 2005年 - 2005今日の若い芸術家賞（韓国文化観光部）
- 2007年 - 第1回よい歯と食育大賞（よい歯と食育推進委員会）／日本
- 2007年 - MBC演技大賞 大賞、人気賞、ベストカップル賞
- 2008年 - 花冠文化勲章（韓国文化観光部）

## 人物

### 社会貢献
- 2004年10月23日、新潟県中越地震が発生。約5,000人の死傷者を出し10万人を超える人が一時避難した。2004年12月24日にペ・ヨンジュンの日本関係者が新潟県の東京事務所を訪れ、日本で開催した写真展で得た収益から3000万円を寄付した[27]。また「ペ・ヨンジュンさんを愛する韓国家族の集い」の名で韓国ファンも義援金を新潟まで行き渡し知事から後日感謝状を贈られたという[28]。
- 2004年12月26日、スマトラ島沖地震が発生し、その後に起きた津波と合わせてインド洋沿岸国全体で20万人を超す死者を出した。この被害に対し、2005年1月4日、3億ウォン（日本円で約3000万円）を援助団体に寄付した[29]。またこの行為に感銘を受けた多くの日本人が、「ペ・ヨンジュンの家族」という名義で同NPO や赤十字社へに寄付した[30]。
- ペ・ヨンジュンの日本の私設ファンクラブは、2005年8月29日のペ・ヨンジュンの誕生日を記念して、5日前の8月24日、『冬のソナタ』の舞台となった韓国春川市内にある保育園に、100万ウォンを寄付した[31]。
- 2005年～2006年、エイボン・プロダクツの「乳がん撲滅啓発活動」（ピンクリボン運動）キャンペーンに賛同し協力した[32]。
- 2005年8月28日、日本テレビの『24時間テレビ 「愛は地球を救う」』にVTRで出演し、募金活動を行っている同番組に対して福祉車両費などとして2000万円を寄付した[33]。2006、2008年にメッセージを寄せる[34]。
- 2006年7月20日、韓国で災害救護協会に水害義援金及び救護寄付金に2億ウォン（日本で約2000万）を寄付[35]。
- 2007年12月、韓国の原油流出事故における除去作業のボランティアに必要な備品購入に3億ウォン（日本で約3580万）を郡庁に寄付[36]。
- 2008年6月7日、中田英寿の「＋1フットボールマッチ」「Take Action 2008」慈善サッカーチャリティーイベントに賛同。試合前に会場でビデオコメントを放送した直後に本人がグラウンドに現れ、観客に挨拶を行なうサプライズ演出も行なわれた[37][38]。
- 2011年3月11日に発生した東北地方太平洋沖地震に「日本の大地震被害者の力になるために」と同年3月14日日本の観光庁に申し出、10億ウォン（約7300万円）を寄付した。[39]

### 来日
6回の公式来日（2010年12月現在）
- 2004年4月に映画『スキャンダル』プロモーション（旧 渋谷公会堂）の為初公式来日した際には、到着日時・場所を公開していたこともあり羽田空港に5,000人のファンが集結したため警察隊が出動し、怪我人まで出るパニックになってしまった。記者会見等を行なう。
  - 6日収録 NHK 番組「冬のソナタ特集 素顔のペ・ヨンジュン」2004年4月30日放送。
  - CS フジテレビ721「ペ・ヨンジュン スペシャル インタビュー」2004年6月6日14:00～放送。
- 2004年11月に写真展や記者会見の為2度目の公式来日した際は、成田空港発表で3,500人と言われるファンが集結、空港ロビーをファンが埋め尽くした。宿泊先のホテルニューオータニ前で、ファンがパニック状態になり怪我人が出る騒ぎになりホテルを移ることとなる[40][41]。
  - 日本テレビ系列スーパーテレビ情報最前線特別版「緊急特集!ペ・ヨンジュン密着」2004年11月29日22:00～放送。
  - CS TBSチャンネル「緊急特番 ペ・ヨンジュン来日独占密着スペシャル 05」2005年10月1日21:00～他放送。
- 2004年12月14日に福島空港にプライベートで来日した際は、極秘だったためマスコミも情報を手に入れられず、偶然空港内で行われていた水墨画展の取材をしていた福島民報だけが新聞に彼の写真を掲載した[42]。その情報を聞きつけた一部の熱狂的ファンが韓国人が経営する大玉村のゴルフクラブに行くのではないかと勘違いし、その日そのゴルフ場は満杯だった。
- 2005年夏に映画『四月の雪』プロモーション[43]で3度目の公式来日した際は、羽田空港使用不可の方針が下される異例の事態となり、到着日時・場所を秘密にし、本人自らがウェブサイト上で空港出迎えを自粛するように公知したが、およそ600人が成田空港に詰め掛ける騒ぎとなった[44]。プレミア試写会[45]、映画プロモーション[46]、記者会見を行なう[47]。
  - テレビ朝日ゲスト出演「徹子の部屋」2005年9月9日13:20～放送[48]。
- 2006年7月に仕事で来日した際は、同じく到着日時、空港を極秘扱いにしていたにもかかわらず空港にファンが30人集合。
  - CS TBSチャンネル「ヨン様の食卓「高矢禮」オープン」2006年9月2日19:00～他放送。
- 2008年5月末にドラマ『太王四神記』プロモーションで約3年ぶりに4度目の公式来日した際は、来日便など公式行事以外の情報非公開としていたが、大阪・関西空港に3000人が集まった[49]。大阪でプロモーション[50][51]、東京で記者会見を行なう[52]。また中田英寿主催で6月7日に日産スタジアムに行なわれた『TAKE ACTION! 2008 「+1 FOOTBALL MATCH」』の趣旨に賛同、映像コメントに出演し、そのコメントは試合前に流された。その映像コメント終了後に会場に来ていた本人がグラウンドに降り来場していた観客に挨拶をするサプライズ演出を行なった。
  - NHK 総合「太王四神記スペシャル」2008年6月21日（土）17：00～他放送。
  - CS TBSチャンネル「完全独占 ペ・ヨンジュン来日密着ドキュメント2008」2008年7月5日21:30～他放送。
  - 日本テレビ系「独占 ペ・ヨンジュン新たなる 誓い」2008年8月17日13:25～他放送。
- 2009年9月17日に過労で入院。過労とストレスで免疫力が低下し敗血症の初期段階と診断された[53]。命には別状なく21日には退院、9月27日にアニメ「冬のソナタ」のプロモーションのためにチェ・ジウとともに5度目の公式来日をしており、9月29日には東京ドームで放送記念イベントが開催[54]、30日には旅行エッセイ『韓国の美をたどる旅』の出版記念イベントが行われたが、再び健康悪化したため日程を早め10月2日に帰国している[55]。
- 2010年12月14日、DATV主催のほほえみプロジェクトチャリティー番組『Message! to Asia』（2011年1月10日放送）公開収録イベント出演のために来日した[56]。
- 2011年9月2日、9ヵ月ぶりにドリームハイDVD発売イベントの為に来日した。羽田空港には、2500人の家族と空港の外には2000人の家族が集まった[57]。

### ロケ中の事故
- 2007年10月24日、韓国ドラマ『太王四神記』(MBC)の済州島ロケで、撮影中に刀が右手人差し指に当たり、靱帯（じんたい）を切る怪我をした。また、2007年11月初旬、撮影中に頚椎と肩靭帯を負傷した。同番組は2006年3月から済州島でクランクインし、2007年12月2日にクランクアップ。2008年8月4日、肩の靱帯の手術を受けた[58][59]。

### 投資家
- 2006年2月20日に韓国のコンテンツ企業で、KOSDAQ上場会社であるオットウィンテック社（のちにキーイースト社に社名変更）に、ペ・ヨンジュンと、アジアのコンテンツ投資流通企業で、ペ・ヨンジュンの日本での活動をマネジメントしているインタラクティブメディアミックス(IMX)、日本の情報通信大手ソフトバンクの韓国現地法人と共同出資すると発表した。ペ・ヨンジュンは90億ウォンを出資、37.5%の株式を保有する筆頭株主となる。ペ・ヨンジュン自身は経営に直接関与しないものの、今後はキーイースト社をコンテンツの制作・流通・配給などを総合的に取り扱う企業にするとしている。この出資に関するニュースは韓国のみならず、日本のマスメディアでも大きく取りあげられている[60]。
- 2006年東京都港区白金台に韓国レストラン高矢禮を開店した（現在は全店舗閉店）。

### 肖像権問題
2009年2月12日、オークラ出版の雑誌『ペ・ヨンジュン来日特報 It's KOREAL 08年7月号増刊』で、大量の写真を無断掲載したとして、肖像権（パブリシティ権）侵害を理由とした損害賠償請求訴訟を東京地方裁判所に提起、2010年10月21日に東京地裁はオークラ出版に対して440万円の支払いを命じている。

### 竹島に関する主張
2005年自身のホームページにて「竹島は大韓民国の領土」という立場を表明したが、同時に「私に与えられた役目があるとすれば、国家領土の間に線を引く一言よりも、アジアの家族たちの心と心の線を繋ぐことだと考えています」と述べている。

## DVD（ドラマ 映画以外）
『ペ・ヨンジュン DRAMA BAE YONG JOON』
※2004年映画「スキャンダル」プロモーションツアーの台湾・シンガポール・香港・日本訪問他
販売元：ポニーキャニオン、発売日：2005年11月16日
『April Snow -再会- さいたまスーパーアリーナイベント DVD-BOX』
販売元：インタラクティブメディアミックス、発売日：2006年5月31日
『ペ・ヨンジュン アジア・ツアー~2005 April Snow Promotion TAIWAN / JAPAN / KOREA / CHINA~』
※2005年映画「四月の雪」プロモーションツアーのドキュメンタリー他
販売元：ポニーキャニオン、発売日：2006年11月22日

## 報道をまとめた本
※新聞記事の全報道等を本にまとめたもの
『BAE YONG JOON - 日刊スポーツがみたペ・ヨンジュン』 
出版社：日刊スポーツ出版社（ISBN 4-8172-5292-8）発売日：2005年12月14日
『BAE YONG JOON 05-06 - 日刊スポーツがみたペ・ヨンジュン』
出版社：日刊スポーツ出版社（ISBN：）発売日：2007年3月
『BAE YONG JOON 04-05 完全復刻版 - 日刊スポーツがみたペ・ヨンジュン（2004） 』
出版社：日刊スポーツ出版社（ISBN：）発売日：2008年5月
『BAE YONG JOON 06-08 - 日刊スポーツがみたペ・ヨンジュン（2006）』
出版社：日刊スポーツ出版社（ISBN：）発売日：2008年7月

## ゲーム
- ペ・ヨンジュンと学ぶ韓国語DS（ニンテンドーDS、ディースリー・パブリッシャー、2009年9月19日）
  - 限定版も同時発売
- ペ・ヨンジュンと学ぶ韓国語DS デート編（ニンテンドーDS、ディースリー・パブリッシャー、2010年8月26日）
- ペ・ヨンジュンと学ぶ韓国語DS テスト編（ニンテンドーDS、ディースリー・パブリッシャー、2010年8月26日）
  - デート編・テスト編の限定セットBOXも同時発売